# IC 3825
IC 3825 ist eine spiralförmige Zwerggalaxie vom Hubble-Typ S im Sternbild Rabe südlich der Ekliptik. Sie ist schätzungsweise 154 Millionen Lichtjahre von der Milchstraße entfernt und hat einen Durchmesser von etwa 15.000 Lj.

Im selben Himmelsareal befinden sich u. a. die Galaxien IC 3819, IC 3822, IC 3824, IC 3827.
Das Objekt wurde am 10. Mai 1899 von Herbert Alonzo Howe entdeckt.